# Kyllinga pluristaminea
Kyllinga pluristaminea là loài thực vật có hoa trong họ Cói. Loài này được Govind. & Ramani mô tả khoa học đầu tiên năm 1994.